# Skuld (etik)
Skuld, etiskt och psykologiskt begrepp som uppstår när en person upplever att de svikit sin egen moralstandardrad eller den allmänt rådande moralstandarden och att de har eget ansvar för att ha svikit. Inom kristendomen har begreppet även betydelsen som synd (jämför arvsynd). 